# Sabrina Cassie
Sabrina Cassie (* um 1970) ist eine Badmintonspielerin aus Trinidad und Tobago. 

## Karriere
Sabrina Cassie siegte 1993 und 1997 bei den Carebaco-Meisterschaften. 1993 wurde sie bei den Zentralamerika- und Karibikspielen Zweite. 1994 und 1998 startete sie bei den Commonwealth Games.

## Sportliche Erfolge
| Saison | Veranstaltung                     | Disziplin   | Platz | Name                             |
| ------ | --------------------------------- | ----------- | ----- | -------------------------------- |
| 1993   | Carebaco-Meisterschaft            | Damendoppel | 1     | Debra O’Connor / Sabrina Cassie  |
| 1993   | Zentralamerika- und Karibikspiele | Damendoppel | 2     | Sabrina Cassie / Alida Aguillera |
| 1997   | Carebaco-Meisterschaft            | Damendoppel | 1     | Sabrina Cassie / Zuedi Mack      |